# 亓谦斋
亓谦斋（1921年—2002年7月8日），山东莱芜人，中国人民解放军将领。

## 生平
1939年3月加入八路军，同年8月加入中国共产党。1968年9月—1973年11月，担任新疆军区副司令员。2002年7月8日，在北京去世，享年82岁。